# Georg I. von Schaumberg

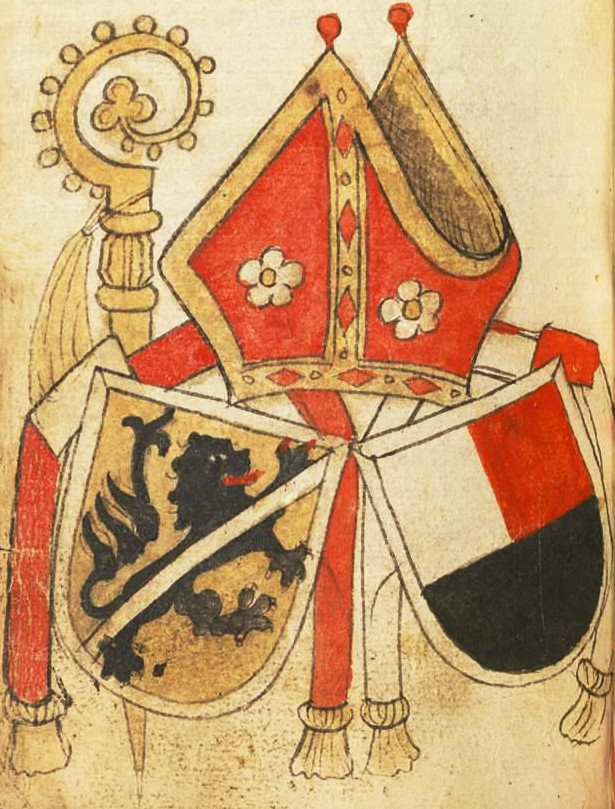
Bischofswappen von Georg I. von Schaumberg. Es setzt sich als gemehrtes Wappen aus dem Wappen der Familie von Schaumberg (rechts) und dem Wappen des Hochstifts Bamberg (links) zusammen.

Georg I. von Schaumberg (* 1390 in Mitwitz; † 4. Februar 1475) war von 1459 bis zu seinem Tode 1475 Fürstbischof des Hochstiftes Bamberg.

## Georg I. von Schaumberg im Familienkontext
Georg I. von Schaumberg stammte aus der fränkischen reichsfreien Adelsfamilie von Schaumberg (siehe auch Liste fränkischer Rittergeschlechter). Die namensgebende Stammburg ist die Schaumburg bei Schalkau. Sie gehört zum Landkreis Sonneberg im Süden Thüringens unmittelbar an der Grenze zu Bayern. Aus der Familie sind noch weitere hohe kirchliche Würdenträger hervorgegangen, so Martin von Schaumberg (1523–1590), Bischof von Eichstätt von 1560 bis 1590, Peter von Schaumberg (1388–1469), Bischof von Augsburg und von 1424 bis 1469 Kardinal und Wandula von Schaumberg (1536–1545), Äbtissin des Klosters Obermünster in Regensburg.

## Biografische Daten
Zur Zeit der Ernennung von Georg I. von Schaumberg zum Fürstbischof war Pius II. Papst und Friedrich III. Kaiser.
Entgegen den friedlichen Zeiten seiner Vorgänger gab es unter Georg kriegerische Auseinandersetzungen mit dem Hochstift Würzburg und dem Markgrafen Albrecht Achilles.
Der Kreuzgang im Dominikanerkloster Bamberg wurde zur Regierungszeit des Fürstbischofs erbaut, sein Wappen ziert einen Schlussstein.
Er löste die verpfändete Burg Veldenstein wieder aus, sie diente auch später weiter als Pfand.
Sein Schaumburg Wappen befindet sich auch links am Torbogen des mittleren Tores der Giechburg an der Zugangsseite über dem einfachen Personendurchgang links und ist, da von Efeu überwuchert, kaum zu entdecken.

## Wappen
Das Wappen des Fürstbischofs greift das Familienwappen derer von Schaumberg auf. Alternativ zu der dargestellten Version existiert noch mindestens eine weitere:
Es ist geviert, links oben (heraldisch rechts) auf Gold ein steigender schwarzer Löwe, bedeckt mit einem silbernen Faden (Bamberg), rechts oben gespalten von Silber zu Rot und geteilt zu Blau (Schaumberg), unten links in Blau ein schreitender silberner Löwe, darunter ein silberner Adler (herzoglich andechs-meranisches Wappen), rechts unten gespalten von Gold belegt mit drei schreitenden Löwen und dreigeteilt von Rot zu Silber (Herzogtum Kärnten).

## Grabdenkmal
Bischof Georg von Schaumberg liegt im Westchor des Bamberger Domes begraben. Die metallene Grabplatte ist die Arbeit von Hermann Vischer dem Älteren.